# Un hombre llamado Flor de Otoño
Un hombre llamado Flor de Otoño es una película española que se estrenó el 25 de septiembre de 1978, dirigida por Pedro Olea y protagonizada por José Sacristán. El guion está basado en la pieza de teatro Flor de Otoño, de José María Rodríguez Méndez. 
Es una de las primeras películas en abordar la homosexualidad en la España de la transición. Narra un intento de atentado contra Primo de Rivera, en una visita a la Barcelona de los años 1920, por parte de un grupo de anarquistas liderado por un abogado laboralista transformista. En el cartel inicial de la película se afirma que está basada en hechos reales y que se han cambiado los nombres de algunos personajes.

## Argumento
Lluís Serracant lleva una doble vida. Por el día es un abogado, miembro de una influyente familia de la burguesía catalana que vive con su madre viuda, y por la noche trabaja como cantante transformista en un cabaret con el nombre artístico de Flor de Otoño. Además, tiene un novio anarquista con el que comparte ideas además de la cama.
Lluís decide junto con su novio y otro amigo llevar a cabo un atentado contra el tren en el que viajará el dictador Primo de Rivera. El plan era de un cliente y camarada suyo que no puede ejecutarlo por estar encarcelado. Roban explosivos de un polvorín y esperan el momento oportuno para colocarlos y hacer saltar un puente al paso del tren.
Mientras tanto, es asesinado uno de los cantantes del cabaret, y Armengol, la pareja del muerto, piensa que el asesino ha sido Lluís porque habían discutido el día anterior y el finado le había amenazado, por lo que le da una paliza y lo deja a la puerta de su casa, llamando para que la madre de Lluís vea su condición de homosexual y travestido. Lluís, en venganza, organiza un atraco a una farmacia y urde un plan para inculpar a Armengol. Cuando este último se ve perdido ante la policía, denuncia las actividades anarquistas de Serracant, lo que provoca su seguimiento policial y da al traste con todos los planes.

## Comentarios
La película destaca por ser una de las primeras en España en las que el papel protagonista es un homosexual, y además este no es un personaje frívolo ni un bufón, como se acostumbraba a representar a los personajes gais las pocas veces que aparecían.
José Sacristán, y los guionistas, demuestran con sensibilidad en su última escena cómo se puede hacer una declaración de homosexualidad sin decir ni una sola palabra.

## Producción y premios
Tras mucho tiempo de censura, en ese año se estrenaron en España, además de esta, otras dos películas más con tema homosexual. Unos meses antes se había estrenado la película documental Ocaña, un retrato intermitente, y un mes después se estrenó El diputado, película en la que José Sacristán encarnaba a otro personaje homosexual.
En la película colaboraron con pequeños papeles personajes conocidos del ambiente gay madrileño y barcelonés del momento, entre los que destacan el transformista Paco España y el futuro director de cine Pedro Almodóvar.
Por su interpretación en Un hombre llamado Flor de Otoño José Sacristán ganó el premio al mejor actor del festival de San Sebastián de 1978 y el premio San Jordi al mejor actor nacional de 1979.